# Umezawa Michiharu
Umezawa Michiharu est un nom japonais traditionnel ; le nom de famille (ou le nom d'école), Umezawa, précède donc le prénom (ou le nom d'artiste).
Umezawa Michiharu (梅沢 道治) (4 novembre 1853 - 10 janvier 1924) est un général de l'armée impériale japonaise.

## Biographie
Né au domaine de Sendai, Umezawa combat pendant la guerre de Boshin du côté de l'Ōuetsu Reppan Dōmei contre les forces de l'empereur Meiji. Il participe comme lieutenant à la bataille de Hakodate. Étant dans le camp des vaincus, il est emprisonné après la défaite puis libéré en 1869 avant d'intégrer la nouvelle armée impériale japonaise.
Durant la rébellion de Satsuma, Umezawa combat comme membre du 3e régiment d'infanterie. Pendant la première guerre sino-japonaise, il est chargé de la logistique militaire. Lors de la guerre russo-japonaise, il est d'abord envoyé au front comme commandant du 4e régiment de la garde impériale. Il est promu major-général en juillet 1904 pour son héroïsme à la bataille du Cha-Ho. Il sert ensuite comme commandant de la brigade de réserve de la garde impériale.
En février 1906, Umezawa devient commandant de la 2e brigade de la garde impériale. En septembre 1911, il est promu lieutenant-général et devient commandant-en-chef de la 6e division. En mai 1914, il est décoré de l'ordre du Trésor sacré (1re classe) qu'il ajoute à sa collection d'ordre du Milan d'or (2e, 3e et 4e classe).
Umezawa entre dans la réserve en octobre 1915. Durant ses dernières années, il souffre de rhumatismes et meurt en 1924 à l'âge de 70 ans.